# أمير أريسون
أمير أريسون (بالإنجليزية: Amir Arison) مواليد 24 مارس 1978 في سانت لويس، الولايات المتحدة، هو ممثل أمريكي بدأ مسيرته الفنية سنة 2003.

## الأعمال

### أفلام
- الزائر (2007)

### مسلسلات
| السنة | العمل                                  | الدور |
| ----- | -------------------------------------- | ----- |
| 2003  | غايدنغ لايت                            |       |
| 2005  | القانون والنظام: النية الإجرامية       |       |
| 2005  | القانون والنظام: الوحدة الخاصة للضحايا |       |
| 2006  | هوب وفيث                               |       |
| 2007  | القانون والنظام: النية الإجرامية       |       |
| 2008  | أز ذا وورلد تيرنز                      |       |
| 2008  | فرينج                                  |       |
| 2009  | إن سي آي إس                            |       |
| 2009  | القانون والنظام: الوحدة الخاصة للضحايا |       |
| 2011  | أرض الوطن                              |       |
| 2012  | ذا منتاليست                            |       |
| 2013  | فتاة النميمة                           |       |
| 2014  | فتيات                                  |       |
| 2013  | القائمة السوداء                        |       |

## وصلات خارجية
- أمير أريسون على موقع IMDb (الإنجليزية)
- أمير أريسون على موقع ألو سيني (الفرنسية)
- أمير أريسون على موقع أول موفي (الإنجليزية)
- أمير أريسون على موقع قاعدة بيانات الأفلام السويدية (السويدية)
- أمير أريسون على موقع قاعدة بيانات الفيلم (الإنجليزية)
- أمير أريسون على موقع كينوبويسك (الروسية)